# Laura Palmer (bài hát)
"Laura Palmer" là một bài hát của ban nhạc Anh Bastille. Đây là đĩa đơn thứ năm từ album phòng thu đầu tay của họ, Bad Blood, và là đĩa đơn tiếp theo sau đĩa đơn hit "Pompeii". Bài hát đã được phát hành trong năm 2011 như một bài hát trong EP tự phát hành cùng tên (cùng với các bài hát " Overjoyed ", " Things We Lost in the Fire " and "Get Home"). Nó đạt vị trí số 42 trên UK Singles Chart. Bài hát lấy tên từ một nhân vật trong series phim truyền hình Twin Peaks của David Lynch.

## Danh sách bài hát
Digital download
1. "Laura Palmer" – 3:06
2. "Thinkin Bout You" (featuring O.N.E.) – 3:05
3. "Laura Palmer" (RAC Mix) – 3:11
4. "Laura Palmer" (Imagine Dragons Remix) – 3:49
5. "Laura Palmer" (Kat Krazy Remix) – 3:32

Vinyl
1. "Laura Palmer"
2. "Thinkin Bout You" (featuring O.N.E.)

## Bảng xếp hạng và chứng nhận
| BXH (2013)                           | Vị trí cao nhất |
| ------------------------------------ | --------------- |
| Úc (ARIA)                            | 26              |
| Bỉ (Ultratop 50 Flanders)            | 12              |
| Ireland (IRMA)                       | 29              |
| Ba Lan (Polish Airplay Top 100)      | 8               |
| Scotland (OCC)                       | 30              |
| UK Singles (Official Charts Company) | 42              |
| Hoa Kỳ Hot Rock Songs (Billboard)    | 29              |

| Quốc gia                                                                           | Chứng nhận | Số đơn vị/doanh số chứng nhận |
| ---------------------------------------------------------------------------------- | ---------- | ----------------------------- |
| Ý (FIMI)                                                                           | Vàng       | 15,000‡                       |
| * Chứng nhận dựa theo doanh số tiêu thụ. ^ Chứng nhận dựa theo doanh số nhập hàng. |            |                               |

## Lịch sử phát hành
| Khu vực | Ngày                | Định dạng   | Hãng thu âm    |
| ------- | ------------------- | ----------- | -------------- |
| Anh     | 31 tháng 5 năm 2013 | Tải nhạc số | Virgin Records |